# Giurista
Il giurista è uno studioso il cui compito è studiare e interpretare il diritto, inteso come scienza dell'organizzazione della società attraverso le Istituzioni e le regole operanti nei vari ambiti dell'agire umano.

## Storia

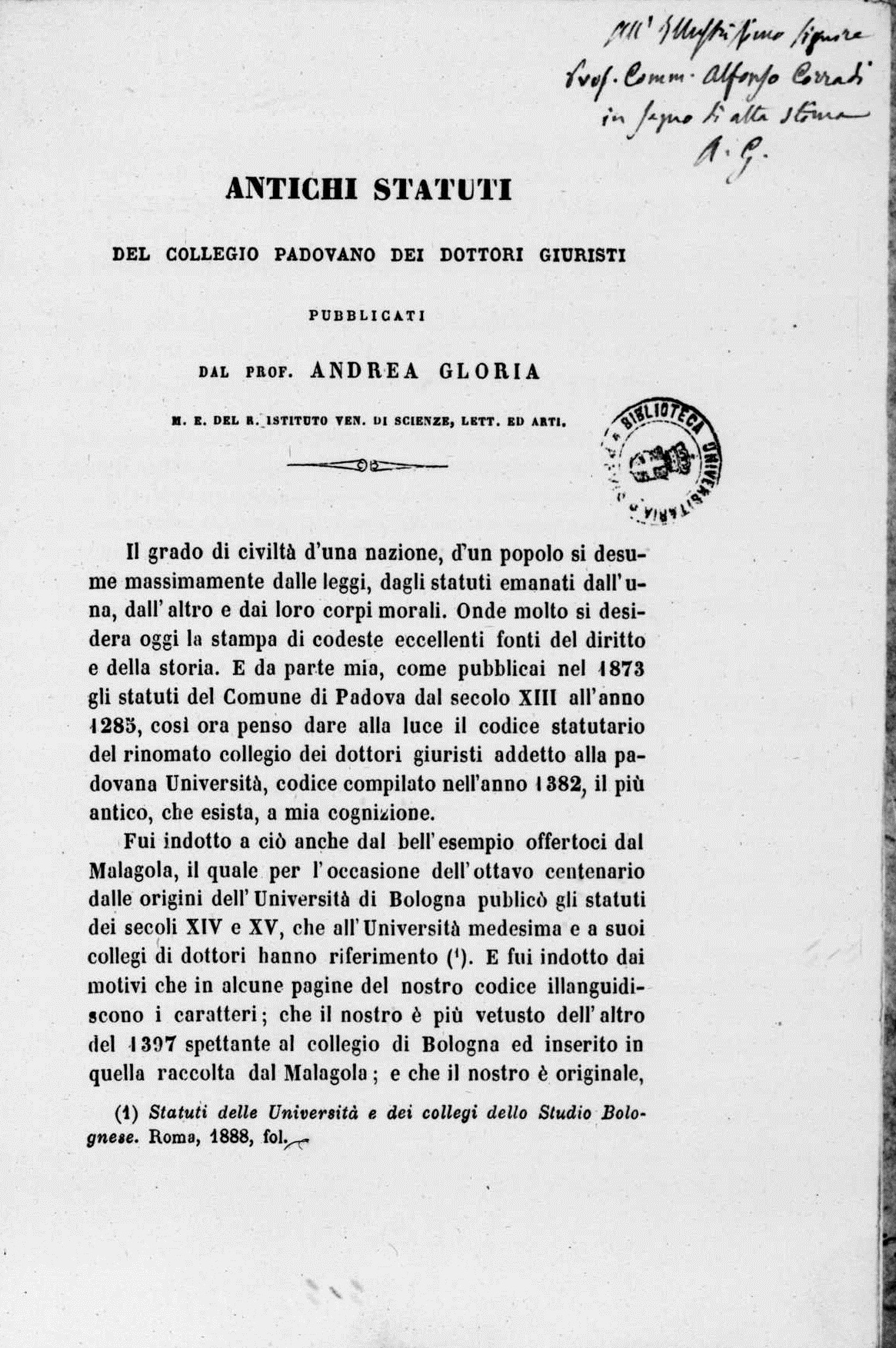
Andrea Gloria, Antichi statuti del collegio padovano dei dottori giuristi, 1889

Nell'evo antico il concetto era espresso dai sinonimi "giurisperito" e "giureconsulto", tutti di chiara etimologia latina (condividendo la medesima radice nel sostantivo ius "diritto"). Essi, nel senso di "cultore della scienza giuridica", furono travasati nell'esperienza giuridica medievale.
In epoca moderna la personalità del giurista "è condizionata da due
fatti: il fatto che la società borghese si trasforma da omogenea a pluralista; il fatto che la scienza giuridica è stata dominata finora dal diritto borghese classico".
Il ruolo giocato dai giuristi nella vita pubblica è simboleggiato dalla storia dell'Italia dopo l'unificazione: esso "negli anni del fascismo – come già nel precedente periodo liberale – derivava sia dalla loro preminenza numerica all’interno del Parlamento, sia e soprattutto dal fatto che si trattava di figure che operavano contemporaneamente all’interno di diversi e decisivi contesti, tanto politici
che culturali: sedevano in Parlamento, ricoprivano cariche governative e
all’interno del Pnf – si pensi soltanto ai nomi di Alfredo Rocco, Arrigo Solmi,
Dino Grandi, Carlo Costamagna, Sergio Panunzio, Pier Silverio Leicht, Pietro
De Francisci, Santi Romano, Alfredo De Marsico, Mariano D'Amelio.
Molti di loro, inoltre, continuavano ad esercitare parallelamente l’attività di
magistrato e/o di avvocato, spesso affiancata anche da quella di docente universitario".
Invece, il "modello di giurista puro tecnico del diritto, educato a trarre le sue conclusioni
esclusivamente da norme giuridiche, ma alieno dal mettere in campo le
proprie convinzioni etiche e politiche è stato teorizzato in Austria negli anni '20, quando si radicò l’idea di un diritto costituzionale fondato su regole rigide,
derogabili solo attraverso articolate procedure previste dalla stessa Costituzione".
(Sabino Cassese, L'educazione del giurista, Firenze (FI): Le Monnier, Nuova antologia : 610, 2265, 1, 2013, p. 41)

## I soggetti
Si tratta generalmente di professori universitari o professionisti (di solito avvocati, magistrati, notai) i quali, per ragioni di ricerca, studio o a supporto della propria opera professionale, si dedicano all'attività intellettuale di interpretazione del diritto in rapporto alla funzione di organizzazione sociale che ne è propria.

## Attività
Mediante lo studio e l'interpretazione dei principi e delle norme posti a fondamento del diritto, il giurista ne individua il senso adeguato a regolare i rapporti concreti tra i diversi agenti che si muovono all'interno della società. Il campo d'indagine risulta dunque particolarmente ampio, divenendolo ancor più in seguito della crescita della complessità del sistema economico-sociale indotta dallo sviluppo economico-finanziario e dall'internazionalizzazione degli scambi.
Ciò sembra produrre il superamento della figura del giurista generico, nel nome di una sempre maggiore specializzazione che interessa soprattutto la figura dell'avvocato e docenti universitari di materie giuridiche.

### Ricerca e redazione di documenti giudiziari
Spesso gli avvocati informano il tribunale per iscritto dei problemi di un caso prima che possano essere discussi oralmente. Potrebbero dover fare ricerche approfondite sui fatti rilevanti. Redigono inoltre documenti legali e preparano presentazioni orali. 
Nelle giurisdizioni di common law distinte, la ripartizione dei compiti abituale è che l'avvocato apprenda i fatti del caso dal cliente e poi informi l'avvocato, di solito per iscritto. Il barrister si occuperà quindi di ricercare e compilare il materiale necessario per il processo, che sarà depositato e notificato dall'avvocato, e di argomentare oralmente la causa.

### Autorizzazione dei documenti
I documenti sono certificati da un avvocato per evitare frodi e garantire la corretta esecuzione. Un testimone imparziale (avvocato) identifica i firmatari per eliminare gli impostori e garantire che abbiano sottoscritto gli accordi consapevolmente e volontariamente. I documenti di prestito, tra cui atti, affidavit, contratti e procure, sono documenti molto comuni che richiedono un'attestazione. 

### Discussioni orali davanti ai tribunali
Il giudizio di un cliente davanti a un giudice o a una giuria nella Court of Common Pleas è la prerogativa tradizionale del barrister e dei solicitors in alcune giurisdizioni di civil law. Tuttavia, il confine tra avvocati e procuratori legali è cambiato. In alcuni paesi, i contendenti possono discutere da soli o per conto proprio. I litiganti sono generalmente non rappresentati in alcuni tribunali, come quelli per le controversie di modesta entità; molti di questi tribunali non consentono agli avvocati di comparire per conto dei loro clienti nel tentativo di risparmiare denaro per i partecipanti a una causa di modesta entità.

## Classificazione
Possono così distinguersi:
- giuristi privatisti (o civilisti): specializzati nel campo del diritto privato;
- giuristi pubblicisti, costituzionalisti e amministrativisti: specializzati nel campo del diritto pubblico, diritto pubblico dell'economia e diritto amministrativo;
- giuristi tributari (o tributaristi): specializzati nel campo del diritto finanziario, diritto tributario e fiscalità;
- giuristi commercialisti (o gius-commercialisti): specializzati nel campo del diritto commerciale;
- giuristi lavoristi (o gius-lavoristi): specializzati nel campo del diritto del lavoro;
- giuristi penalisti: specializzati nel campo del diritto penale.

A questi “macro-settori” si aggiungono poi numerosissimi “sotto-settori” in cui è possibile specializzarsi: diritto immobiliare, diritto mobiliare, diritto antitrust, diritto dei trasporti e della navigazione, diritto agrario, diritto dell'energia, diritto degli enti locali, diritto sanitario, diritto delle obbligazioni, diritto di famiglia, diritto degli animali, diritto dello sport, diritto dei contratti pubblici, diritto contabile, diritto bancario e assicurativo, diritto della crisi d'impresa, diritto societario, diritto industriale, diritto delle comunicazioni, diritto dell'informatica, diritto dell'arte e dei beni culturali e tanti altri.